# Риспонс
Риспонс (от англ. response — «ответ») — музыкальная форма шотландско-гэльского происхождения, которая до сих пор используется в шотландско-гэльских церквях, в основном передаваемая через методистские сборники гимнов с дидактической целью: для лучшего заучивания текстов, проповедник пел стих, а затем прихожане повторяли его.
Эта формула передалась негритянским спиричуэлистам, в первую очередь, благодаря произведению английского проповедника Исаака Уоттса, издание 1820 года которого было очень популярно на юге Соединенных Штатов Америки, а также через шотландско-гэльскоязычных беженцев, которых изгнали с гор Шотландии и которые набирали черных рабов на свои американские плантации. Таким образом, в церквях на юге США солист, обычно сам проповедник, пел (иногда импровизируя) стих, а хор ритмично повторял его. Эта формула, обычная для афроамериканской музыки, производной от спиричуэлс (госпел, соул), известной как респонсорное пение (Call and response, по-русски «призыв и ответ»).
Такие типы структур существуют в африканской музыке и народной музыке других континентов.